# Washington (Nebraska)
Washington è un comune degli Stati Uniti d'America, situato nello Stato del Nebraska, nella contea di Washington.